# Dolmen von Cul Blanc

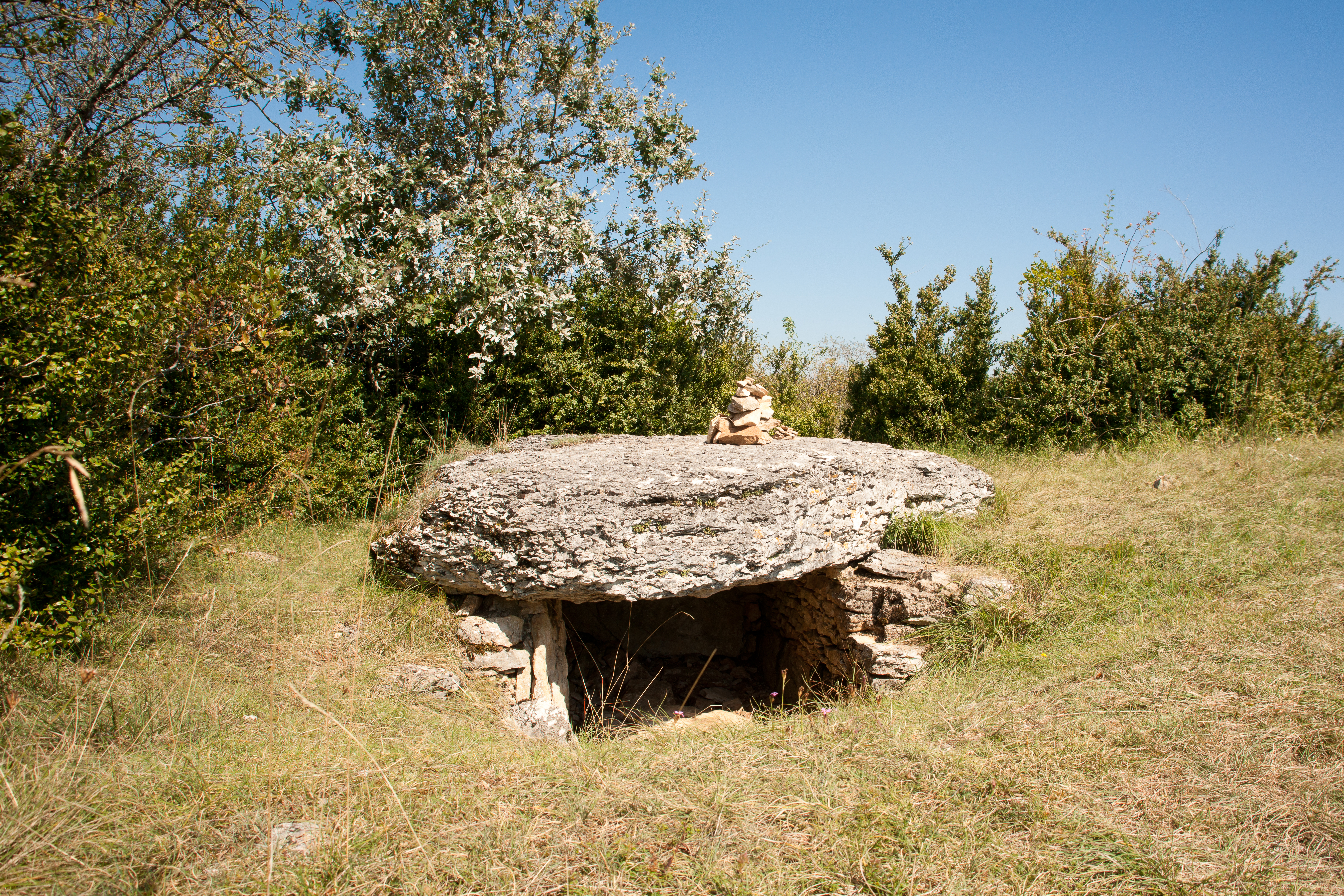
Dolmen 1 von Cul Blanc

Die Dolmen von Cul Blanc (auch Tumuli-dolmens du Mont-de-Senne ou de Borgy genannt) liegen nahe Dezize-lès-Maranges bei Le Creusot im Norden des Département Saône-et-Loire nahe der Grenze zum Département Côte-d’Or in Frankreich. Dolmen ist in Frankreich der Oberbegriff für neolithische Megalithanlagen aller Art (siehe: Französische Nomenklatur).
An den nördlichen Hängen des „Mont-de-Sène“ oder „Mont des Troix Croix“, oberhalb des Dorfes „Dezize-les-Maranges“ an einer Abzweigung der „Route des Trois Croix“, befinden sich zwei Dolmen, die zum Teil noch von ihren Hügeln bedeckt sind.
Der seit 1912 als Monument historique eingestufte Dolmen 1 liegt in der Mitte eines Rundhügels von etwa 15,0 m Durchmesser. Die nach Südwesten offene, rechteckige Kammer ist etwa 2,5 Meter lang und 1,3 Meter breit. Drei eingetiefte seitliche Tragsteine und ein Endstein bilden die Steinenwände. Sie sind mit einem Decksteinrest aus Kalkstein bedeckt, der ein nahezu perfektes gleichseitiges Dreieck 3,0 m Seitenlänge bildet.
Vom zweiten Dolmen, der ähnlich dem ersten zu sein scheint, etwa 40 m den hügelabwärts liegt und noch vom Hügel und Büschen bedeckt ist, ist nur die Oberseite des Decksteins zu sehen.